# Алод
Алод (лат. allodium) је начин поседовања земље у феудалном друштву. Представља потпуну и непосредну својину.

## Значење
Алод је у пракси најпре означавао наслеђена добра насупрот стеченим. Алод је добро које није феудално. Југ Европе, вернији римском праву, поштовао је алод више него север. Алодиста је на својој земљи био независан. Разликује се племенити од неплеменитог слободног алода. Први се употребљава за алод који има феуд зависан од њега. Алодиста је у овом случају племић с обзиром да има свје вазале. Неплеменити слободни алод нема феуд зависан од њега. Племић алодиста прима, али не чини омаж. У нередима 10. и 11. века феуди су прешли у статус алода. 